# ريان ستيفنسون
ريان ستيفنسون (بالإنجليزية: Ryan Stevenson)‏ (و. 1984  م) هو لاعب كرة قدم، من المملكة المتحدة، يلعب كلاعب وسط.

## روابط خارجية
- ريان ستيفنسون على موقع قاعدة بيانات كرة القدم.إي يو (الإنجليزية)
- ريان ستيفنسون على موقع Soccerbase.com (لاعب) (الإنجليزية)
- ريان ستيفنسون على موقع Soccerway.com (الإنجليزية)